# Spodziec krasnoplamek
Spodziec krasnoplamek (Spilostethus pandurus) – gatunek pluskwiaka różnoskrzydłego z rodziny zwińcowatych i podrodziny Lygaeinae.
Ciało dorosłych osiąga 13 do 15 mm długości. Ubarwienie czerwono-czarne z białą plamką pośrodku zakrywki. Dwa faliste, szerokie, czarne, podłużne pasy biegną od przedniej do tylnej krawędzi przedplecza.
Zasiedla łąki i ogrody południowej Europy, tropikalnej, subtropikalnej i południowej Afryki oraz południowej Azji po Indie i Chiny.